# دواين بريدغز
دواين بريدغز هو سياسي أمريكي، ولد في 10 يونيو 1946. نشط حزبياً في الحزب الجمهوري. وقد انتخب عضو مجلس نواب ألاباما ‏.